# Eupithecia laticallis
Eupithecia laticallis là một loài bướm đêm trong họ Geometridae.